# Pavel Pumprla
Pavel Pumprla (* 13. června 1986, Zábřeh) je český basketbalista hrající španělskou Ligu ACB za tým Obradoiro CAB. Hraje na pozici křídla. Českou republiku reprezentoval na ME 2013 a ME 2015.

## Kariéra
- 2005 - 2007 : BK Prostějov
- 2006 - 2007 : SK UP Olomouc (střídavý start v nižší soutěži)
- 2007 - 2008 : BK Opava 1. liga
- 2008 - 2009 : BK Opava Mattoni NBL
- 2009 - 2012 : ČEZ Basketball Nymburk NBL
- 2012 - dosud Obradoiro CAB (Španělsko-ACB)